# Миндаль (подрод)
Минда́ль (лат. Amýgdalus) — подрод деревянистых растений рода Слива (Prunus) семейства Розовые (Rosaceae) с семенами со съедобным ядром. Широко культивируется миндаль обыкновенный.

## Ботаническое описание
В подрод входят листопадные деревья и маловетвистые кустарники. Листья в почках сложены продольно.
Цветки обоеполые, почти сидячие, одиночные или собранные по 2—3 в кистевидные соцветия, распускаются до появления листьев, на приросте прошлого года. По обоим бокам цветочных почек располагаются две листовые почки.
Плод — костянка, обычно покрытая бархатистым или ворсистым опушением, реже голая. Мезокарпий мясистый, при созревании плода иногда исчезающий, обнажая эндокарпий. Эндокарпий нередко покрытый бороздками или небольшими углублениями или же гладкий.

## Таксономия

### Синонимы
- Aflatunia Vassilcz., 1955
- Amygdalopsis Carrière, 1862, nom. illeg.
- Amygdalus L., 1753basionym
- Amygdalus subg. Amygdalophora Neck. ex Endl., 1840
- Amygdalus-Persica Weston, 1770, nom. inval.
- Louiseania Carrière, 1872
- Persica Mill., 1754
- Prunopsis André, 1883, nom. superfl.
- Prunus sect. Amygdalus (L.) Benth. & Hook.f., 1865
- Trichocarpus Neck., 1790, nom. inval.

### Виды
- Prunus arabica (Olivier) Meikle, 1965
- Prunus argentea (Lam.) Rehder, 1922
- Prunus brahuica (Boiss.) Aitch. & Hemsl., 1888
- Prunus bucharica (Korsh.) B.Fedtsch., 1915 — Миндаль бухарский
- Prunus carduchorum (Bornm.) Meikle, 1965
- Prunus davidiana (Carrière) N.E.Br., 1882 — Персик Давида
- Prunus dulcis (Mill.) D.A.Webb, 1967 — Миндаль обыкновенный
- Prunus eburnea (Spach) Aitch., 1888
- Prunus elaeagnifolia (Spach) A.E.Murray, 1969
- Prunus eremophila Prigge, 2003
- Prunus erioclada Bornm., 1940
- Prunus fenzliana Fritsch, 1892 — Миндаль Фенцля
- Prunus ferganensis (Kostina & Rjabov) Kovalev & Kostina, 1935 — Персик ферганский
- Prunus haussknechtii C.K.Schneid., 1905
- Prunus havardii (W.Wight) S.C.Mason, 1913
- Prunus kansuensis Rehder, 1922 — Персик гансунский
- Prunus korshinskyi Hand.-Mazz., 1913
- Prunus kotschyi (Boiss. & Hohen.) Meikle, 1965
- Prunus kuramica (Korsh.) Kitam., 1965
- Prunus lycioides (Spach) C.K.Schneid., 1906
- Prunus microphylla (Kunth) Hemsl., 1880
- Prunus minutiflora Engelm. ex A.Gray, 1850
- Prunus mira Koehne, 1912 — Персик удивительный
- Prunus mongolica Maxim., 1879
- Prunus pedunculata (Pall.) Maxim., 1883 — Миндаль черешковый
- Prunus persica (L.) Batsch, 1801 — Персик обыкновенный
- Prunus ×persicoides (Ser.) M.Vilm. & Bois, 1904
- Prunus petunnikowii (Litv.) Rehder, 1926 — Миндаль Петунникова
- Prunus scoparia (Spach) C.K.Schneid., 1905
- Prunus spinosissima (Bunge) Franch., 1888 — Миндаль колючейший
- Prunus tangutica (Batalin) Koehne, 1912
- Prunus tenella Batsch, 1801 — Миндаль степной
- Prunus texana D.Dietr., 1842
- Prunus trichamygdalus Hand.-Mazz., 1913
- Prunus triloba Lindl., 1857 — Миндаль трёхлопастный
- Prunus turcomanica (Lincz.) Kitam., 1960
- Prunus ×vavilovii (Popov) A.E.Murray, 1969 — Миндаль Вавилова
- Prunus webbii (Spach) Vierh., 1915